# Kjeld Kirk Kristiansen
Kjeld Kirk Kristiansen (ur. 27 grudnia 1947) – duński przedsiębiorca, absolwent Szkoły Biznesu w Århus, którą ukończył w 1970, oraz studiów MBA w Lozannie (1972), prezes Lego Group w latach 1979–2004. Wnuk założyciela Lego Ole Kirk Christiansena, syn Godtfreda Kirk Christiansena. Według magazynu „Forbes”, w 2018 roku zajmował 2. miejsce na liście najbogatszych ludzi w Danii oraz 351. miejsce w rankingu światowym. Jego majątek szacuje się na 5,4 miliarda dolarów amerykańskich. Kristiansen był pomysłodawcą zestawów tematycznych Lego.
Mimo że w prostej linii pochodzi z rodziny Christiansenów, właścicieli Lego, jego nazwisko pisze się przez „K”. Spowodowane jest to tym, że ksiądz wpisując nazwisko do kościelnych rejestrów popełnił błąd.
Kristiansen został odznaczony Orderem Dannebroga.

## Życie prywatne
Wraz z żoną Camillą ma troje dzieci: syna Thomasa, który jest wiceprezesem rady nadzorczej Lego oraz dwie córki, Sofie i Agnete.